# Doctor Juan Manuel Frutos
Doctor Juan Manuel Frutos, il cui nome è spesso abbreviato in Juan Manuel Frutos, è un centro abitato del Paraguay, situato nel dipartimento di Caaguazú. Forma uno dei 21 distretti del dipartimento.

## Popolazione
Al censimento del 2002 la località contava una popolazione urbana di 4.413 abitanti (19.128 nel distretto).

## Caratteristiche
Chiamata in passato Pastoreo, Doctor Juan Manuel Frutos è stata elevata alla categoria di distretto nel 1962. Gli abitanti si dedicano prevalentemente all'agricoltura e all'allevamento.